# Cuitzián Grande
Cuitzián Grande är en ort i Mexiko.   Den ligger i kommunen Turicato och delstaten Michoacán de Ocampo, i den södra delen av landet, 240 km väster om huvudstaden Mexico City. Cuitzián Grande ligger 526 meter över havet och antalet invånare är 444.
Terrängen runt Cuitzián Grande är huvudsakligen kuperad. Cuitzián Grande ligger nere i en dal. Runt Cuitzián Grande är det ganska glesbefolkat, med 24 invånare per kvadratkilometer. Närmaste större samhälle är Baztán del Cobre, 19,6 km sydost om Cuitzián Grande. I omgivningarna runt Cuitzián Grande växer huvudsakligen savannskog.